# Ulica Jasna w Warszawie

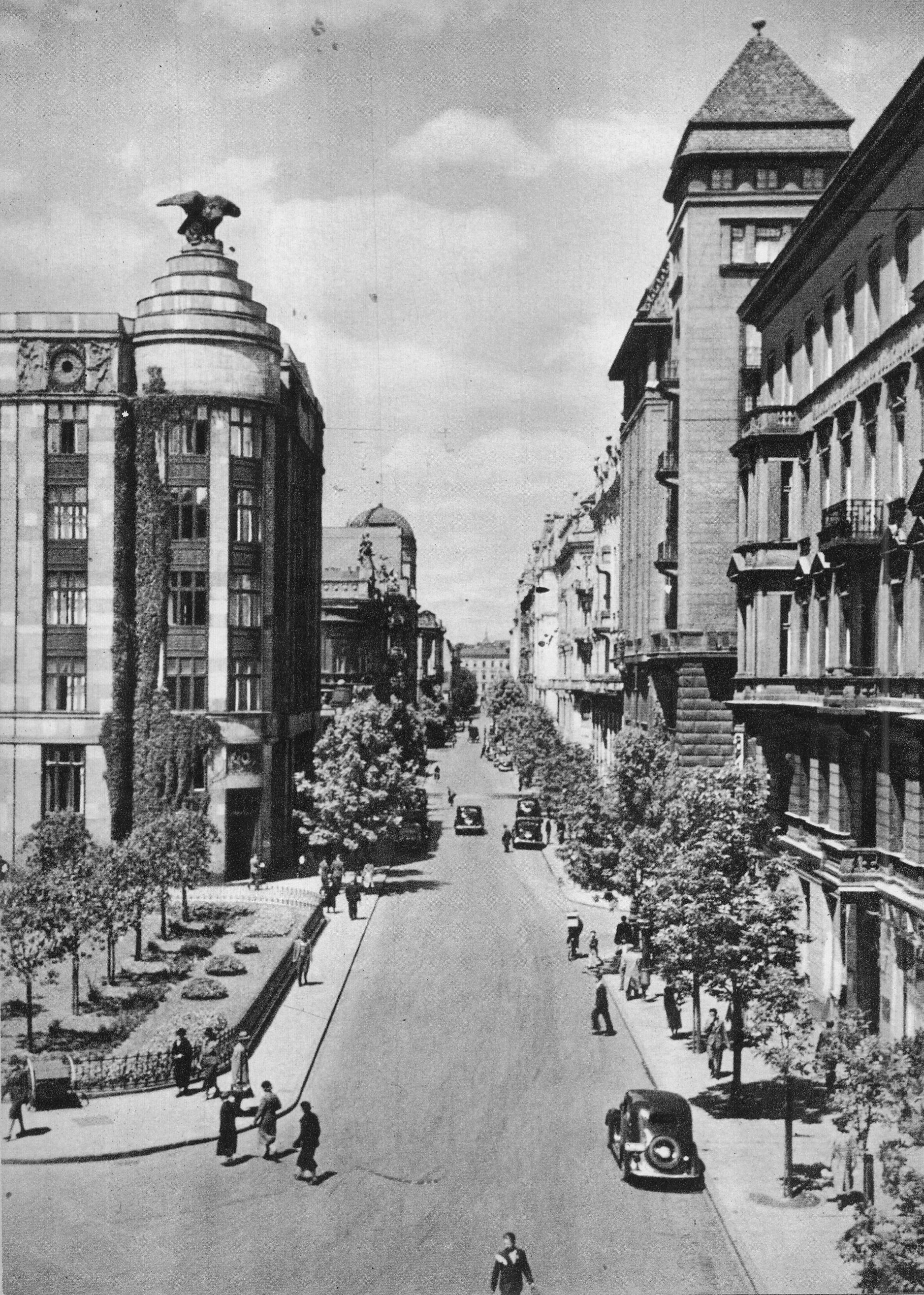
Ulica Jasna przed 1939

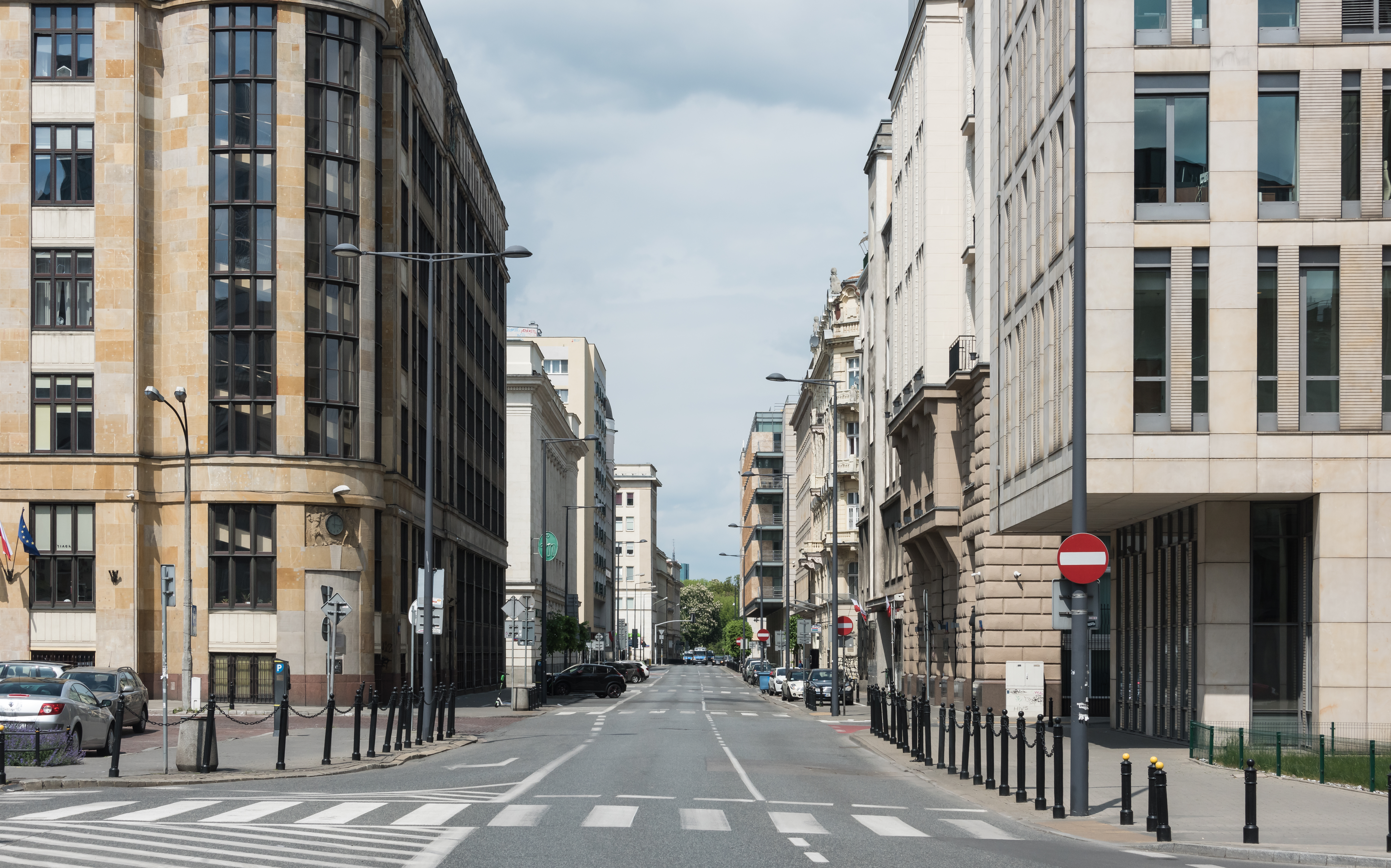
Ulica na wysokości domu Pod Orłami

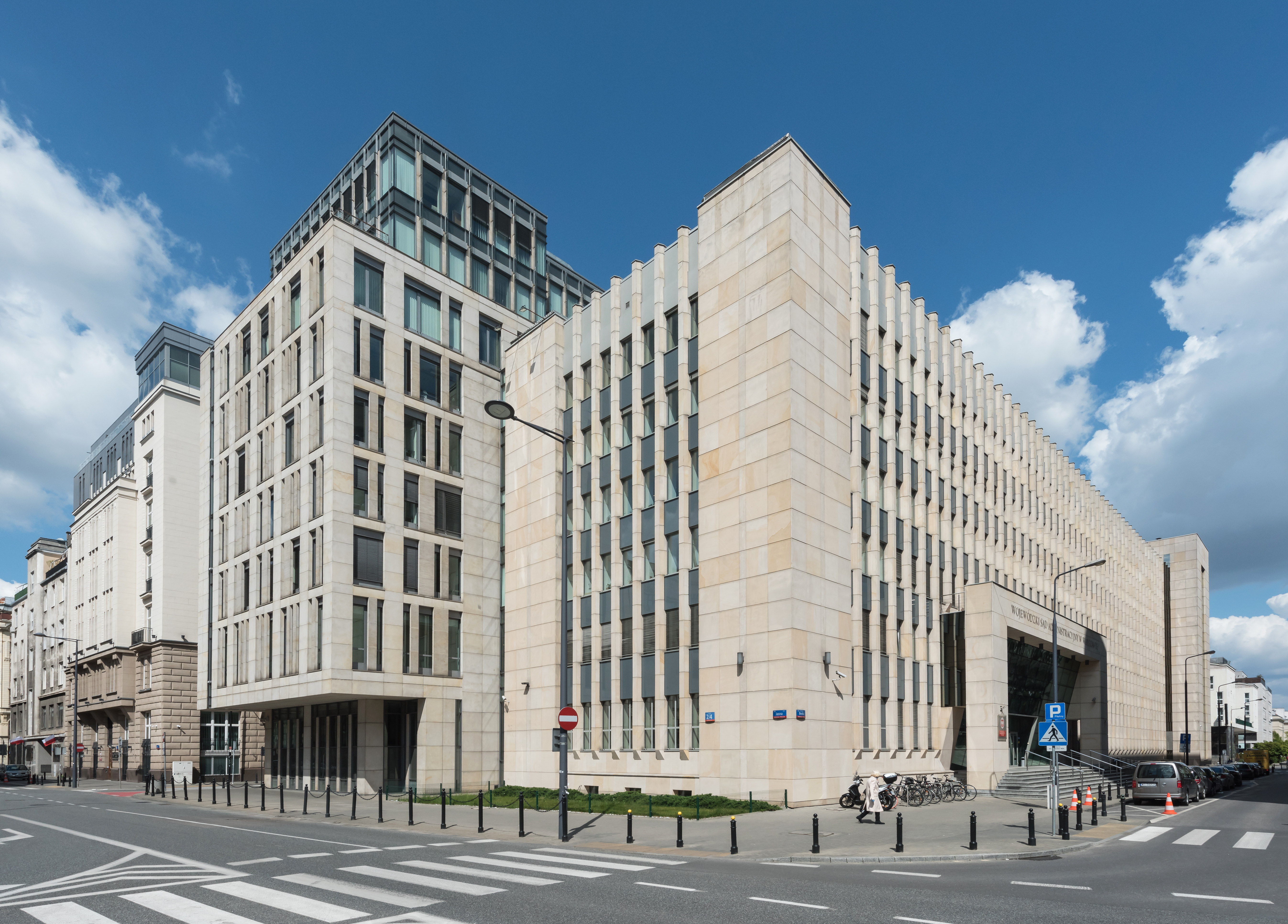
Kompleks budynków Naczelnego Sądu Administracyjnego i Wojewódzkiego Sądu Administracyjnego

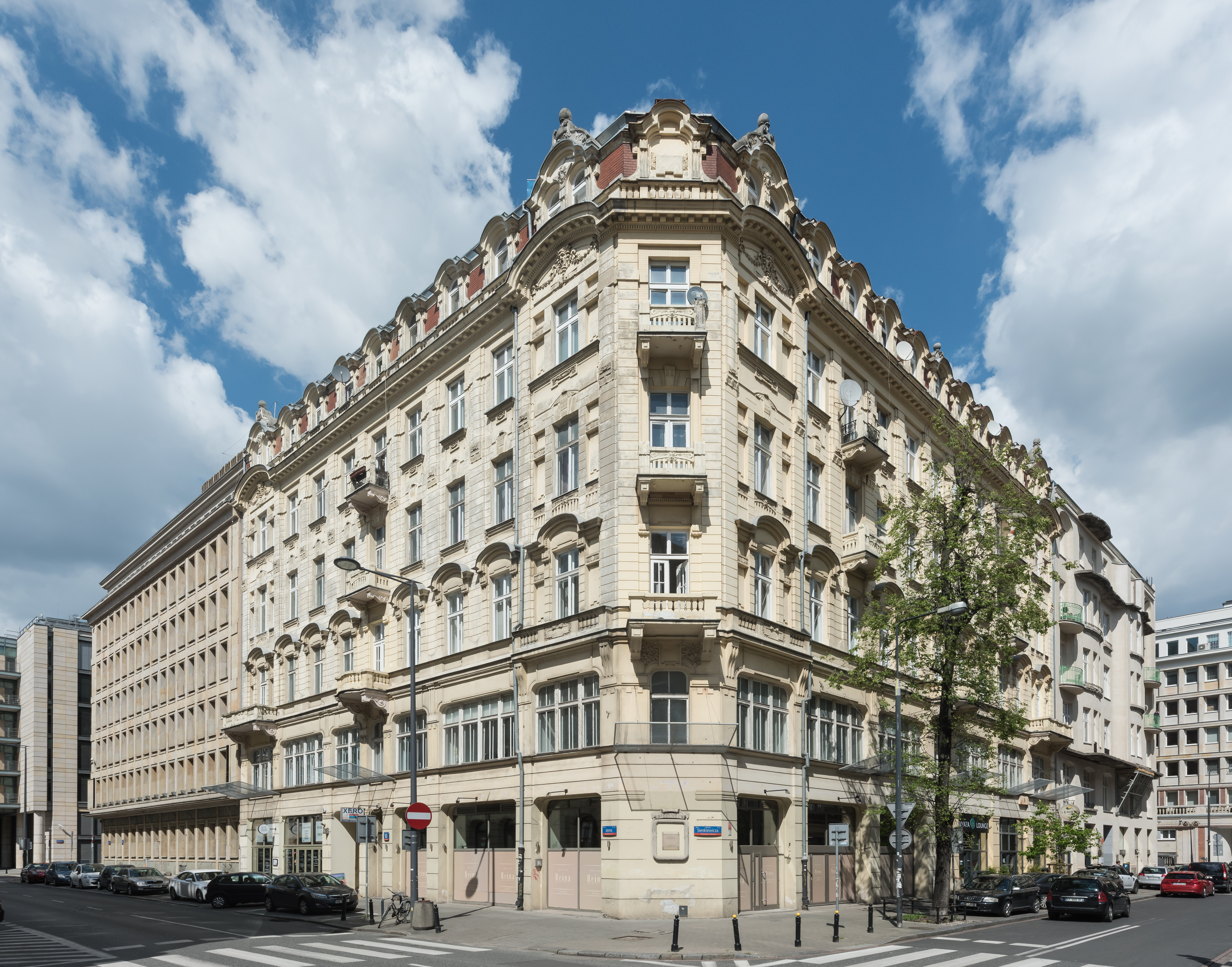
Kamienica Maksymiliana Harczyka (nr 10)

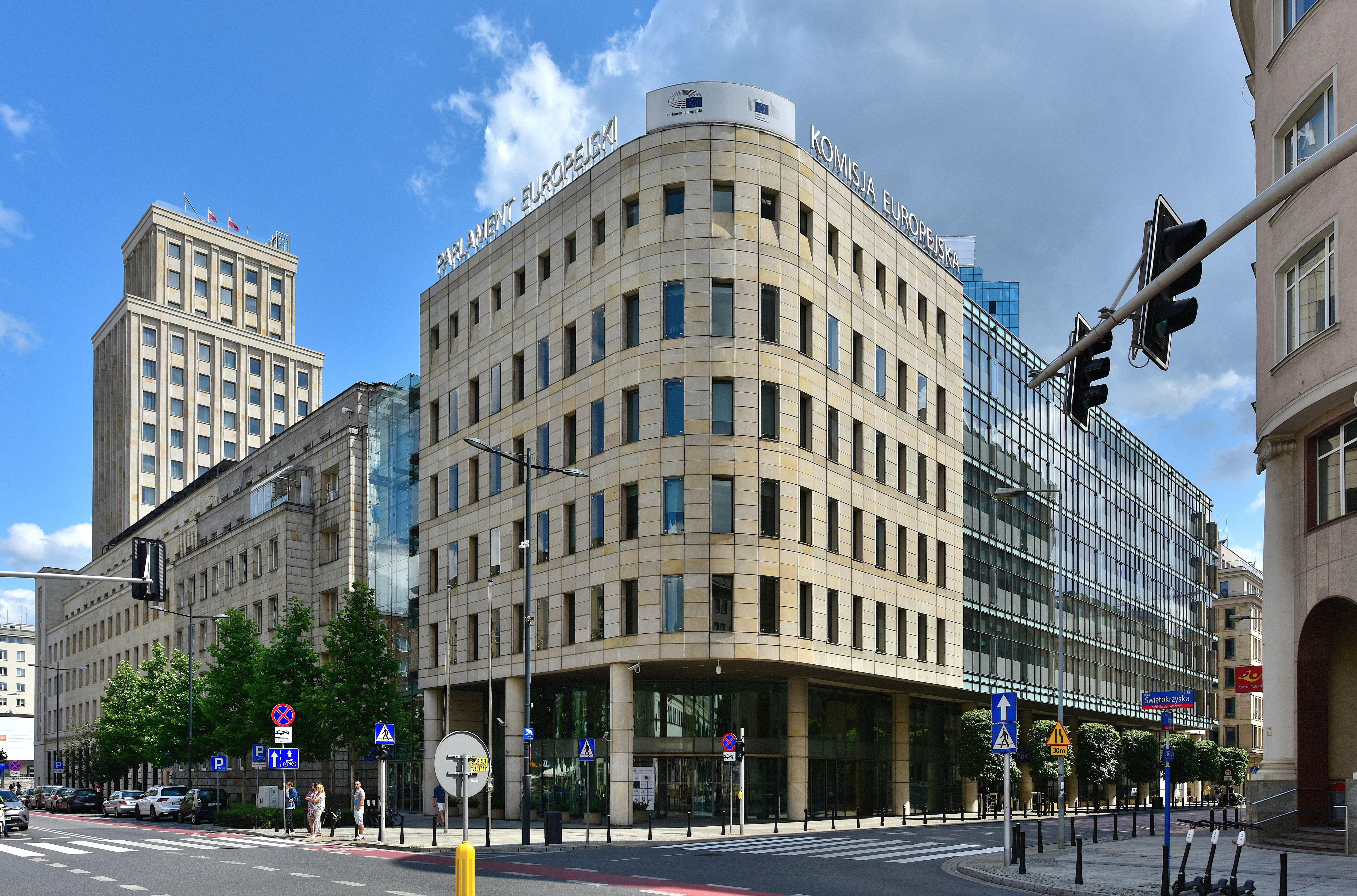
Centrum Jasna, siedziba m.in. Przedstawicielstwa Komisji Europejskiej w Polsce (nr 14/16a)

Ulica Jasna – ulica w warszawskiej dzielnicy Śródmieście, biegnąca od zbiegu ulic Zgoda, Przeskok i Złotej do placu Jana Henryka Dąbrowskiego.

## Historia
Jasna powstała w 1757 jako jedna z ulic jurydyki Bielino; wytyczono ją na osi pałacu marszałka Franciszka Bielińskiego przy ul. Królewskiej. Sięgała wtedy tylko do ul. Świętokrzyskiej; po jej zachodniej stronie wytyczono szereg parcel sięgających do ul. Szkolnej, z których powstały działki przypisane do obu ulic. Przeciwna strona Jasnej tworzyła w tym czasie wschodnią pierzeję rynku jurydyki Bielino, z którego powstał z czasem plac Zielony (dzisiejszy pl. Dąbrowskiego).
Nazwa ulicy została oficjalnie nadana w 1770. Ma charakter metaforyczny i topograficzny − jest związana z jej ówczesną rzadką zabudową.
Na wytyczonych parcelach pobudowano dworki według projektu Jakuba Fontany; w pierwszym okresie istnienia Bielina wyróżniał się jego autorstwa wielki dwór pod nr. 11/13, istniejący do 1944. Pozostałe budynki z tego okresu były znacznie skromniejsze: murowane dworki wznoszono nierzadko wraz z drewnianymi oficynami.
Mieszkańcami Bielina i ulicy Jasnej w dużej mierze byli rzemieślnicy i kupcy wyznania ewangelickiego, przybyli tu z Niemiec. Magnesem, który ich przyciągnął, były przywileje ekonomiczne: ceny zbywanych przez nich towarów mogły być niższe niż w Starej Warszawie, i przez to konkurencyjne. Dobrą passę przerwało zlikwidowanie przez władze pruskie jurydyki w 1796.
Przełom nastąpił dopiero po wybudowaniu w latach 1844-45 dworca kolei Warszawsko-Wiedeńskiej; zapoczątkowało to nowy rozdział w dziejach całej okolicy ul. Marszałkowskiej, w tym placu Zielonego i ulicy Jasnej. Bliskie sąsiedztwo dworca, a zarazem zaciszność sprawiły, że Jasna stała się atrakcyjnym miejscem do wznoszenia hoteli i kamienic czynszowych.
Jako pierwszy powstał dwupiętrowy dom Ciszewskiego pod nr. 22, wzmiankowany w 1844; niedługo potem dwie wielkie posesje przy Jasnej nabył architekt Piotr Frydrych. Wkrótce rozparcelował mniejszą z nich na kolejne działki, z których jedną nabył znany architekt Julian Ankiewicz, który niedługo potem pod nr. 17 wzniósł własną, rodzinną kamienicę. Pozostałą część nabył znany fabrykant cegieł Kazimierz Granzow, i wkrótce wzniósł podobny obiekt, tyle że zwrócony fasadą na plac Zielony.
Większą z pozyskanych posesji Frydrych podzielił na cztery mniejsze; do 1866 wzniesiono tam pod nr. 26 hotel „Victoria”, należący do spółki Mader&Jacobi. Około 1893 łazienki hotelu ozdobiły malowidła olejne pędzla Wojciecha Gersona. W zbliżonym okresie powstały dwa budynki na dalszych częściach działki Frydrycha; obok w latach 1881-83 według projektu Witolda Lanciego wzniósł swój przyuliczny pałac przemysłowiec Karol Szlenkier.
W 1922 budynki położone przy pl. Jana Henryka Dąbrowskiego zaliczane dotąd do Jasnej otrzymały odrębną numerację; jednak wielkie zmiany przyniosła dopiero parcelacja terenów Szpitala Dzieciątka Jezus leżących pomiędzy ulicami Świętokrzyską, Zgoda, Marszałkowską i placem Wareckim (obecnie plac Powstańców Warszawy). W okresie 1896–1901 wyburzono dawne zabudowania szpitalne, wytyczając na ich miejscu nowe ulice, w tym przedłużenie Jasnej do ul. Zgoda.
Pierwszym obiektem wybudowanym przy nowym odcinku ulicy był gmach Filharmonii Warszawskiej, znanej po 1955 jako Filharmonia Narodowa. Autor projektu, Karol Kozłowski, nadał siedzibie filharmonii formę eklektycznej, nakrytej efektownym dachem budowli wzorowanej na paryskiej Operze. Po kilku latach walory estetyczne gmachu Filharmonii stały się słabo widoczne z powodu gęstej zabudowy przecznic i braku właściwej perspektywy.
Budowę Filharmonii Warszawskiej ukończono w 1901; dwa lata później powstała projektowana także przez Kozłowskiego efektowna kamienica pod nr. 2. Również w 1903 przeprowadzono rozbiórkę kamienicy Strausów przy ul. Świętokrzyskiej; ów dom przegradzał ul. Jasną, uniemożliwiając przez dwa lata połączenie jej starego i nowego odcinka. Wkrótce przy Jasnej wzniesiono szereg kamienic o bogatej ornamentyce fasad i wielkich witrynach sklepowych w przyziemiach, m.in. pod nr 8 i 10 powstały narożne kamienice projektu Dawida Landego wzniesione dla znanego spekulanta budowlanego Maksymiliana Harczyka. Eklektyczne i secesyjne detale nowych budynków świetnie harmonizowały z gmachem filharmonii. Jasna stała się jedną z najlepiej zabudowanych ulic w mieście.
Nowy, południowy odcinek ulicy miał początkowo charakter mieszkaniowy; z czasem jednak zaczęły się lokować przy nim instytucje ubezpieczeniowe i banki, tworząc zaczątek finansowego "city".
Również wielopiętrowe kamienice mieszkalne zaczęły z biegiem czasu pełnić rolę biurowców; wynajęte lokale mieszkalne pomieściły przedstawicielstwa licznych firm finansowych. Taką metamorfozę przeszła kamienica pod nr. 4, mieszcząca od 1913 roku biura Towarzystwa Ubezpieczeń od Ognia; również pod nr. 6 od 1918 miał swą siedzibę Bank Spółek Zarobkowych i Gospodarczych.
Naprzeciwko, pod numerem 1, według projektu Jana Heuricha wzniesiono w latach 1912-17 wczesnomodernistyczny gmach Banku Towarzystw Spółdzielczych, znany też jako "Dom pod Orłami" – jedno z najwybitniejszych dzieł architektury polskiej początków XX wieku.
Także w 1913 ukończono budowę budynku Teatru Nowoczesnego, wzniesionego pod nr. 3 według projektu Czesława Przybylskiego; nowy teatr wraz z Filharmonią Warszawską stworzyły enklawę placówek kulturalnych w śródmieściu.
Najpóźniej wzniesionym obiektem stanowiącym o finansowym i wielkomiejskim charakterze okolicy był gmach Pocztowej Kasy Oszczędności, przypisany jednak numeracji ul. Świętokrzyskiej; wzniesiony w 1921 roku według projektu Józefa Handzelewicza, został rozbudowany w 1930 na podstawie obliczeń konstrukcyjnych inżyniera Stefana Bryły. W latach dwudziestych XX wieku przy Jasnej w dalszym ciągu lokowały się poważne firmy i ich przedstawicielstwa, działało kilka redakcji gazet, m.in: "Pediatrii Polskiej", "Głosu Lokatorskiego" i "Ekonomisty".
Przy początkowym odcinku ulicy działały kawiarnia, cukiernia i restauracja; pozostałe, liczne sklepy oferowały książki, obuwie marki "Dobrochód" czy części zamienne do automobili marki Ford. Przy Jasnej mieściły się także dwa sklepy kolonialne oraz salon sprzedaży motocykli i rowerów "Maison Ormonde".
Dawne przedwojenne fotografie ukazują Jasną jako tętniącą życiem ulicę, pełną nowoczesnych aut, wielkomiejskich kamienic i ich eleganckich, zamożnych mieszkańców. Ten wyidealizowany  obraz zburzył 1939 – całkowicie spłonął gmach Filharmonii Warszawskiej, zaś narożna kamienica pod nr. 8 została trafiona bombą.
Od 1 sierpnia do 4 września 1944 roku, tj. dnia zburzenia budynku, w hotelu „Victoria” kwaterował sztab komendanta Okręgu Warszawskiego AK płk. Antoniego Chruściela, ps. „Monter”. W 1944 zniszczeniu uległa niemal cała zabudowa w okolicy ul. Świętokrzyskiej; ocalał jedynie silnie uszkodzony narożny gmach PKO. Pozostałe obiekty mimo uszkodzenia nadawały się do odbudowy, jednak część z nich rozebrano – przepadły m.in. budynek Teatru Nowoczesnego, hotel „Victoria” oraz kilka kamienic.
Powojenna niedbała odbudowa zmieniła wygląd niemal wszystkich obiektów przy Jasnej; najlepiej zachowanymi obiektami są kamienice 10, 17 i 19.

## Ważniejsze obiekty
- Naczelny Sąd Administracyjny w Warszawie
- Dom Pod Orłami z Muzeum Historii Spółdzielczości w Polsce
- Siedziba TVP3 Warszawa
- Filharmonia Narodowa
- Kamienica Maksymiliana Harczyka (nr 8)
- Kamienica Maksymiliana Harczyka (nr 10)
- Centrum Jasna, siedziba m.in. Przedstawicielstwa Komisji Europejskiej w Polsce i Biura Parlamentu Europejskiego (nr 14/16a)

## Obiekty nieistniejące
- Hotel Victoria